# オールプロ (NFL)
オールプロ（英語: All-Pro）は、NFLにおいて、シーズン中に各ポジションで最高の選手を指定する、プロアメリカンフットボール選手に与えられる名誉である。 

## 概要
オールプロ選手は通常、報道機関によって選出され、22人の「オールプロ・チーム」を結成する。「オールプロ・チーム」のリストには、オフェンスとディフェンスのポジションごとに各1人と、報道組織によって数名の選手による特別チームが選出される。 現在はNFL選手からのみの選出であるが、以前は1960年代のアメリカン・フットボール・リーグや1940年代のオール・アメリカ・フットボール・カンファレンスなど、メジャーリーグ（トップリーグ）と認められていた他のリーグもリストに含まれていた。